# Autrey J. Maroun
Autrey Joseph Maroun (* 19. April 1914 in Shreveport, Caddo Parish, Louisiana; † 8. August 2005 in Pebble Beach, Monterey County, Kalifornien) war ein Generalmajor der United States Army. Er war unter anderem Kommandeur der 5. Infanteriedivision.
Autrey Maroun besuchte bis 1929 die Gulf Coast Academy und studierte dann zwei Jahre lang an der Tulane University in New Orleans. In den Jahren 1931 bis 1935 durchlief er die United States Military Academy in West Point. Nach seiner Graduation wurde er als Leutnant der Infanterie zugeteilt. In der Armee durchlief er anschließend alle Offiziersränge vom Leutnant bis zum Zwei-Sterne-General.
In seinen jüngeren Jahren absolvierte er den für Offiziere in den niederen Rangstufen üblichen Dienst in unterschiedlichen Einheiten und Standorten. Dazu gehörten auch Aufgaben als Stabsoffizier in verschiedenen Hauptquartieren. Im Lauf seiner militärischen Karriere kommandierte er Einheiten auf fast allen Ebenen bis hin zum Divisionskommandeur.
Während des Zweiten Weltkriegs war Maroun auf dem europäischen Kriegsschauplatz eingesetzt. Im Jahr 1944 kommandierte er ein Bataillon des 378. Infanterieregiments, die alle der 95. Infanteriedivision unterstanden. Dabei zeichnete sich Maroun mit seinem Bataillon bei der Überquerung der Mosel bei Thionville im November 1944 durch besondere militärische Leistungen aus, wofür er mit dem Distinguished Service Cross ausgezeichnet wurde.
Im Jahr 1946 gehörte Maroun als Stabsoffizier dem Gericht beim Nürnberger Prozess gegen die Hauptkriegsverbrecher an. Anschließend setzte er seine Offizierslaufbahn fort. Während des Koreakriegs kommandierte er das 35. Infanterieregiment das der 25. Infanteriedivision unterstand. Später leitete er unter anderem die Stabsabteilung für Operationen (G3) beim IX. Korps.
Zwischen dem 1. August 1964 und dem 30. November 1966 hatte Autrey Maroun den Oberbefehl über die 5. Infanteriedivision, die damals in Fort Carson in Colorado stationiert war. Im weiteren Verlauf seiner Offizierslaufbahn wurde er nach Thailand versetzt, wo er die Planungsabteilung im Hauptquartier der Southeast Asia Treaty Organization leitete. Von 1970 bis 1972 gehörte er dem Stab des Comptroller of the Army an. In dieser Eigenschaft sagte er auch vor den Haushaltsausschüssen beider Kongresskammern aus. Im Jahr 1972 schied Autrey Maroun aus dem aktiven Militärdienst aus.
Er verbrachte seinen Lebensabend in Pebble Beach in Kalifornien, wo er am gesellschaftlichen Leben der Stadt teilnahm. Er war Mitglied mehrerer Vereine und engagierte sich in einer lokalen Kirchengemeinde. Er starb am 8. August 2005 und wurde auf dem amerikanischen Nationalfriedhof Arlington beigesetzt.

## Orden und Auszeichnungen
Autrey Maroun erhielt im Lauf seiner militärischen Laufbahn unter anderem folgende Auszeichnungen:
- Distinguished Service Cross
- Army Distinguished Service Medal
- Silver Star
- Legion of Merit
- Bronze Star Medal
- Purple Heart